# Бжозувка (Великопольське воєводство)
Бжозувка (пол. Brzozówka, нім. Birkenhof) — село в Польщі, у гміні Оконек Злотовського повіту Великопольського воєводства.
У 1975-1998 роках село належало до Пільського воєводства.